# قاسم الفهداوي
قاسم محمد عبد الفهداوي سياسي عراقي ورجل دولة، ونائب في البرلمان العراقي ، كان وزير الكهرباء (2014-2018) ومحافظ الأنبار السابق (2009-2013).

## بداياته وتاريخه المهني

### قبل عام 2003
تدرج قاسم الفهداوي في الوظائف الحكومية، بعد تخرجه من كلية الهندسة الميكانيكية من جامعة بغداد، على نفقة وزارة الدفاع، عام 1977 ، من مهندس إلى رئيس قسم إلى مدير دائرة إلى معاون مدير عام إلى مدير عام إلى مدير عام بدرجة خاصة مستشار على مدى أكثر من 25 عاما من العمل الحكومي قبل عام 2003 تضمنت الآتي:

- تقلد منصب مدير مشروع لعدة مشاريع كبيرة بقيمة من 10- 100 مليون دولار لكل مشروع.
- تقلد منصب معاون مدير عام للفترة من 1987 – 1993.
- تقلد منصب مدير عام للفترة من 1993 – 2001.
- تقلد منصب مستشار ( مدير عام بدرجة خاصة ) للفترة من 2001 - 2003.

آخر عمل حكومي تسلمه قبل 2003 إضافة إلى كونه مستشار هو إدارة دائرة مركزية تسمى «دائرة التصنيع الوطني» مهمتها تفعيل ودعم القطاع الخاص الصناعي في العراق وإجراء الدراسات على آفاق الإستثمار وتم لهذا الغرض تأسيس مصرف خاص يرتبط بوزارة التخطيط لدعم المشاريع التي تقر وقد كانت هذه الدائرة مرتبطة باللجنة الصناعية وتشرف على وزارة الصناعة، النقل والمواصلات، النفط, التصنيع العسكري، الطاقة الذرية، أمانة العاصمة، وزارة الكهرباء.

### بعد عام 2003
- تم إحالته على التقاعد على ملاك وزارة المالية عام 2003 بدرجة مستشار. وانشغل بعدها في العمل الخاص في مجال البناء وأسس شركات خاصة في العراق و دولة الإمارات العربية المتحدة.
- عاد إلى العمل الحكومي عام 2009 حيث تقلّد منصب محافظ الأنبار بين الأعوام 2009 و 2013 وذلك بعد انتخابات مجالس المحافظات التي جرت في عام 2009.
- انضم بعدها إلى مجلس محافظة الأنبار بعد انتخابات مجالس المحافظات في عام 2013.
- انضم إلى مجلس النواب العراقي بعد فوزه في انتخابات مجلس النوب العراقي عام 2014 وذلك بعد فوز الائتلاف الذي يقوده (ائتلاف الوفاء للأنبار) بثلاث مقاعد عن محافظة الانبار.
- تقلّد منصب وزير الكهرباء في حكومة العبادي بتاريخ 8 أيلول 2014.

شارك في عمل دراسات كثيرة في آفاق الإستثمار في المنطقة الغربية من العراق ( الأنبار) من خلال العمل مع 108 أستاذ جامعي تم التعاقد معهم لهذا الغرض وقد تم خلال الفترة من 2001 – 2003 أعداد عدد كبير من دراسات الجدوى الأولية الفنية والإقتصادية بلغت 483 دراسة مكتملة وأكثر من 300 دراسة لم تكتمل وكل هذا العمل قد تم من خلال مجاميع صغيرة من الأساتذة والعلماء كانت تعمل تحت مظلة «دائرة التصنيع الوطني» المذكورة أعلاه والتي وبالإمكان تفعيلها من جديد و إعادة النظر بها بالتعاون مع جامعة الأنبار نضرا للنتائج الايجابية عن أفق الاستثمار والصناعة في العراق.

شارك أيضا في العديد من المشاريع الكبيرة طيلة فترة خبرته ومنها إعادة إعمار الجسر المعلق في بغداد عام 1995 وعمله ضمن الفريق الحكومي المسؤول عن إعادة التيار الكهرباء بعد أن تم تدميرها بشكل شبه كام عام 1991.

### أهم الدورات التدريبية
- دورة إدارة صناعية – ألمانيا (6 شهر) شركة كيلدا مايستر.
- دورة مهارات الموازنات : الإقتصادية والإدارية – دورة دبلوم عالي – معهد كينباوم – ألمانيا (9 شهر) وهي تعادل شهادة الماجيستير في الإدارة في العراق.
- دورة تكنولوجيا الصناعة الدقيقة – ألمانيا (8 شهر) شركة هومل فيركة.
- دورة مهارات التفاوض – يوغسلافيا (6 أسابيع).
- دورة إدارة الموارد البشرية – الدانمارك – معهد جوم (2 شهر).
- دورة تكامل عناصر الصناعة – سويسرا (4 أسابيع).
- دورة الإداراة الحكومية الوسطى – وزارة التخطيط العراقية (3 شهر).
- دورة الإداراة الحكومية العليا – بغداد جامعة البكر (2 شهر).
- دورات أخرى متفرقة كثيرة من أسبوع إلى ثلاثة أسابيع في ألمانيا، النمسا, سويسرا، بريطانيا, يوغسلافيا، اليونان.
- إضافة إلى حضور العديد من المؤتمرات العلمية والاقتصادية في العديد من بلدان العالم.

## العمل السياسي
دخل الحياة السياسية عام 2009 وذلك بعد أن تسلّم منصب محافظ الأنبار.
فاز في الانتخابات التشريعية العراقية 2014,عن ائتلاف الوفاء للأنبار .

## محافظ الأنبار
في فترة إدارة محافظة الأنبار بين الأعوام 2009 و 2013, كانت المحافظة الأولى من بين محافظات العراق في صرف و تنفيذ الموازنة المخصصة لإعمار وتنمية مشاريع الأقاليم والمحافظات، وذلك موثق بكتب رسمية من وزارة المالية والتخطيط ولثلاثة أعوام متتالية. تم تنفيذ آلاف المشاريع في تلك الفترة ومنها الطرق والجسور والمدارس والمراكز الصحية والمباني الحكومية والمتنزهات والمراكز الرياضية والترفيهية والمراكز الثقافية والشقق السكنية والفنادق والمولات والدور منخفضة الكلفة ومشاريع المياه والصرف الصحي والعديد من المشاريع الأخرى، فضلا عن المشاريع المنفذة من قبل وزارات الدولة. وتعتبر تلك الفترة نقلة نوعية في تأريخ المحافظة خصوصا بعد أن كانت شبه مهدمة بالكامل أثر الأعمال الإرهابية والقصف الأمريكي قبل عام 2009.

## انتخابات مجلس النواب العراقي 2014
معارض الآن لحزب تقدم بقيادة محمد ريكان الحلبوسي== المواقف السياسية ==